# Полічизна
Полічизна (пол. Policzyzna) — село в Польщі, у гміні Кшчонув Люблінського повіту Люблінського воєводства.
Населення — 92 особи (2011).

## Демографія
Демографічна структура станом на 31 березня 2011 року:
|          | Загалом | Допрацездатний вік | Працездатний вік | Постпрацездатний вік |
| -------- | ------- | ------------------ | ---------------- | -------------------- |
| Чоловіки | 41      | 2                  | 29               | 10                   |
| Жінки    | 51      | 5                  | 29               | 17                   |
| Разом    | 92      | 7                  | 58               | 27                   |